# Röbel/Müritz
Röbel/Müritz est une ville d'Allemagne située dans l'arrondissement du Plateau des lacs mecklembourgeois, dans le Land de Mecklembourg-Poméranie-Occidentale.

## Géographie
Röbel se situe au sud-ouest du lac Müritz, dans la région du plateau des lacs mecklembourgeois (Mecklenburgische Seenplatte).

## Histoire
Röbel fut mentionnée pour la première fois dans un document officiel en 1227 sous le nom de Robole.

## Jumelages
- Wardenburg (Allemagne)

## À voir
- le centre historique avec de nombreuses maisons à colombages
- musée du chemin de fer en plein-air
- musée historique

## Personnalités liées à la ville
- Franz Engel (1834-1920), explorateur né à Röbel/Müritz.
- Julius Runge (1843-1922), peintre né à Röbel/Müritz.
- Heinz Kochs (1929-2020), homme politique né à Röbel/Müritz.
- Grit Breuer (1972-), athlète née à Röbel/Müritz.
- Kathrin Freitag (1974-), cycliste née à Röbel/Müritz.